# 2007年HiNet網路擂台大賽
2007年HiNet網路擂台大賽是一項由中華電信、華碩電腦、肯果行銷等廠商合辦的比賽，在8月19與20日於台北市新光三越百貨A9館展覽廳進行，因為今年與WCG及WGT共同選拔台灣區代表隊國手，進而成為電玩界一項重大的盛事。

## 外部連結
- 中華電信HiFun官方網站
- 台灣WGT官方網站